# Lenguaje político
Lenguaje político es una expresión de la ciencia política usada habitualmente en los medios de comunicación.
En el sentido científico del término no designa solamente a la forma específica de utilizar el lenguaje por los políticos; lo que más estrictamente se denomina «jerga política» o «habla de los políticos», y que se pone como ejemplo de mal uso del lenguaje (cuando es muestra del apresuramiento o la abundancia de tópicos) o como ejemplo del buen uso (la oratoria política de políticos que destacan en ello -en el parlamentarismo español, Emilio Castelar o Manuel Azaña).
Más propiamente designa al lenguaje que es usado en política como la herramienta principal, la que permite dar contenido a la terminología política. La identificación de las palabras utilizadas por los ideólogos o los intelectuales que acuñan los términos que luego se extienden en su uso social es muy problemática, dado que las palabras se cargan de ideología tanto para atacar las posiciones del contrario como para enaltecer las propias. Para mayor confusión, la evolución histórica de los conceptos políticos (izquierda, derecha, democracia, liberalismo, progresismo, conservadurismo, nación, tolerancia) se produce mediante los desplazamientos del sentido necesarios para acomodarlos a la realidad cambiante, con lo que terminan significando a veces lo opuesto de lo que inicialmente significaban.
En política se pretende, a veces de forma muy activa, la imposición de los conceptos terminológicos propios sobre los del adversario; o la denuncia de la imposición del lenguaje de los «dominantes» sobre los «dominados», lo que deriva en la utilización del denominado lenguaje políticamente correcto.

Siempre la lengua fue compañera del imperio: y de tal manera lo siguió, que juntamente començaron, crecieron y florecieron. Y después junta fue la caída de entrambos.
Antonio de Nebrija, Prólogo de la Gramática de la lengua castellana, 1492.